# Леркеј
Леркеј је у грчкој митологији било име две личности и обе је помињао Хомер.

## Митологија
У „Илијади“, био је Алкимедонтов отац, а Хемонов син. У „Одисеји“, био је митски уметник из Пила, који је имао улогу да током свечаности позлати рогове жртвене животиње. Заправо, ово указује да је то био обичај.